# Мирослав Бошковић
 Мирослав Бошковић (Београд, 3. јануар 1947 — Даниловград, 17. август 2023) био је југословенски и српски фудбалер и југословенски репрезентативац.

## Каријера
Каријеру је започео у Задру 1964. године, који се тада такмичио у Далматинској зони. Године 1965. прикључује се Хајдук Сплиту, за који је до 1973. године одиграо 174 лигашких утакмица и постигао 10 голова, укупно забележио 405 наступа уз 31 постигнут гол. Са Хајдуком освојио је Куп Југославије у сезонама 1966/67. и 1971/72, као и Првенство Југославије у сезони 1970/71. Наредне две сезоне, до 1975. године играо је за Партизан, за који је на 37 утакмица постигао 4 гола. Бошковић је био једини играч у СФРЈ, који је из Хајдук Сплита прешао у Партизан. Од средине 1975. до 1978. године, Бошковић је играо у француском Анжеу, где је на 74 сусрета постигао 4 гола, а каријеру завршио у Синђелићу Београд, за који је играо од 1978. до 1979. године.
За репрезентацију Југославије наступио је на шест утакмица. Дебитовао је 25. јуна 1968. године на мечу против селекције Бразила, а последњу утакмицу одиграо 9. јула 1972. године на пријатељском сусрету Југославије и репрезентације Аргентине у Рију де Жанеиру.